# باول بينسون
باول بينسون (12 أكتوبر 1979 في المملكة المتحدة - ) (بالإنجليزية: Paul Andrew Benson)‏ هو لاعب كرة قدم بريطاني في مركز الهجوم. شارك مع منتخب إنجلترا لكرة القدم C ‏. أما مع النوادي، فقد لعب مع تشارلتون أثلتيك وسويندون تاون ونادي بورتسموث ونادي لوتون تاون ونادي تشيلتنهام تاون لكرة القدم وداغنهام وريدبريدج.

## وصلات خارجية
- باول بينسون على موقع قاعدة بيانات كرة القدم.إي يو (الإنجليزية)
- باول بينسون على موقع Soccerbase.com (لاعب) (الإنجليزية)
- باول بينسون على موقع Soccerway.com (الإنجليزية)